# لولا جلاوديني
لولا جلاوديني (بالإنجليزية: Lola Glaudini)‏ هي ممثلة أمريكية، ولدت في 24 نوفمبر 1971 بمانهاتن في الولايات المتحدة.

## أعمال

### أفلام
- (2006) الذي لا يقهر[3][4]
- (2014) تلك اللحظة المحرجة[5][6]

### مسلسلات
- ذا إكسبانس
- ذا كينغ أوف كوينز
- عقول إجرامية
- كاسل

## وصلات خارجية
- لولا جلاوديني على موقع IMDb (الإنجليزية)
- لولا جلاوديني على موقع ألو سيني (الفرنسية)
- لولا جلاوديني على موقع أول موفي (الإنجليزية)
- لولا جلاوديني على موقع قاعدة بيانات الأفلام السويدية (السويدية)
- لولا جلاوديني على موقع إن إن دي بي (الإنجليزية)
- لولا جلاوديني على موقع قاعدة بيانات الفيلم (الإنجليزية)
- لولا جلاوديني على موقع كينوبويسك (الروسية)